# Helina speculosa
Helina speculosa är en tvåvingeart som beskrevs av Adrian C. Pont 1978. Helina speculosa ingår i släktet Helina och familjen husflugor. Inga underarter finns listade i Catalogue of Life.